# گل‌یورت (گرگر)
گل‌یورت (به ترکی استانبولی: Gölyurt) (به کردی: Tîllo) یک منطقهٔ مسکونی کردنشین در ترکیه است که در گرگر، آدیامان واقع شده‌است.